# C/2019 Y4 (ATLAS)
C/2019 Y4 (ATLAS) sau Cometa ATLAS este o cometă cu o orbită aproape parabolică, care a fost descoperită prin sistemul  ATLAS (Asteroid Terrestrial-impact Last Alert System) la 28 decembrie 2019.
C/2019 Y4 (ATLAS) este cea mai strălucitoare cometă din 2020 și poate fi văzută în constelația Girafa prin binoclu sau telescop. Se așteaptă să strălucească mai tare în continuare și este posibil să fie vizibilă cu ochiul liber cândva în aprilie sau mai 2020. Va ajunge în cel mai apropiat punct al său de Pământ la 23 mai și va ajunge la periheliu (cel mai aproape de Soare) pe 31 mai 2020.